# Rechtbank Gelderland
De Rechtbank Gelderland is vanaf 1 april 2013 een van de elf rechtbanken in Nederland. Op 1 april 2013 werd de rechtbank Oost-Nederland gesplitst in de rechtbank Gelderland en de rechtbank Overijssel.
Het bestuur van de rechtbank is gevestigd in Arnhem. Daarnaast heeft de rechtbank zittingsplaatsen in Zutphen, Nijmegen en Apeldoorn. Hoger beroep tegen beslissingen van de rechtbank kan worden ingesteld bij het Gerechtshof Arnhem-Leeuwarden en voor bestuurszaken bij de Centrale Raad van Beroep of de Raad van State.
De voormalige kantongerechten Tiel, Wageningen, Groenlo, Harderwijk en Terborg werden tot 1 april 2013 nog tijdelijk als zittingsplaats voor kantonzaken gebruikt door de rechtbank Oost-Nederland, maar werden bij de instelling van Gelderland allemaal gesloten.